# Dilema de seguridad
El dilema de la seguridad afirma que la fuerza y la debilidad en la seguridad nacional pueden ser provocativas para otras naciones. Si una nación es demasiado fuerte, esto puede ser interpretado como una provocación. Por otro lado, si una nación es demasiado débil, «grandes peligros surgen si el agresor está convencido de que los poderes del Estado son débiles en su capacidad de resolución». Por lo tanto, directa e indirectamente, la fuerza y la debilidad pueden alterar el equilibrio de la seguridad en las relaciones internacionales.
Este concepto es conocido también como modelo espiral. El término se usa en las relaciones internacionales y se refiere a una situación en la que las acciones de un Estado destinadas a aumentar su seguridad, el aumento de su fuerza militar así como la búsqueda o la firma de alianzas, pueden llevar a otros estados a responder con medidas similares, produciendo mayores tensiones que pueden llegar a crear los conflictos, aun cuando ninguna de las partes lo desee realmente.
El término fue acuñado por el estudioso alemán John H. Herz en su libro del año 1951 Political Realism and Political Idealism (Realismo político e idealismo político). Al mismo tiempo el historiador británico, Herbert Butterfield, describe la misma situación en su History and Human Relations (Historia y relaciones humanas), pero refiriéndose a ella como un «predicamento absoluto y un dilema irreductible». En palabras de John Herz, el dilema de la seguridad es «una noción estructural en la que los intentos de autoprotección de los estados para cuidar de sus necesidades de seguridad tienden a dar lugar, independientemente de su intención, a la creciente inseguridad para los demás, ya que cada uno interpreta sus propias medidas como defensivas y las medidas de los demás como una amenaza potencial».
Un ejemplo frecuentemente citado del dilema de seguridad es el comienzo de la Primera Guerra Mundial. Los partidarios de este punto de vista sostienen que las principales potencias europeas se sentían obligadas a ir a la guerra por los sentimientos de inseguridad sobre las alianzas de sus vecinos pese a que, en realidad, estaban deseando participar en ella. Por otra parte, el miedo de Alemania a luchar en dos frentes había llevado a la formulación del famoso Plan Schlieffen, en el que la movilización específica aceleraba particularmente el calendario. El inicio de la movilización alemana, a su vez, ejerció así presión sobre otros estados para iniciar la movilización temprana, Sin embargo otros estudiosos discuten esta interpretación de los orígenes de la guerra, alegando que algunos de los estados involucrados realmente «sí» deseaban entrar en el conflicto.
El dilema de la seguridad es un concepto popular de la cognición y entre  teóricos de las relaciones internacionales, que consideran la guerra deriva esencialmente de los fallos en la comunicación. Los teóricos funcionalistas afirman que la clave para evitar la guerra es evitar la falta de comunicación adecuada a través de la señalización.
El dilema de la seguridad tiene importantes relaciones con otras teorías y doctrinas de la seguridad internacional. Parte de la fuerza de la teoría del dilema de seguridad es que se trata de una subsuma y es consistente con toda una serie de teorías que pueden ser consideradas en términos del dilema de seguridad.

## Realismo defensivo
El dilema de la seguridad es el supuesto básico del realismo defensivo. Según Waltz eso se debe a el mundo no tiene un gobierno común (es «anárquico») y la supervivencia es el motivo principal de los Estados. Los Estados desconfían de las intenciones de otros Estados y, en consecuencia,  siempre tratan de maximizar su propia seguridad y esto se traduce en la situación del dilema de seguridad. La teoría ofensiva-defensiva del realismo defensivo es una teoría del potencial para explicar el nivel de amenaza planteadas por el dilema de seguridad. Los realistas defensivos suelen considerar que el éxito de los EE. UU. en la Primera Guerra Mundial fue un resultado de la postura defensiva adoptada por los EE. UU. Si los EE. UU. hubiesen adoptado una postura ofensiva los realistas defensivos sostienen que no habría sido segura para los EE. UU. La conclusión de realismo defensivo es que, en algunas circunstancias, los Estados pueden escapar del dilema de seguridad.

## Realismo ofensivo
Tanto el realismo ofensivo como el realismo defensivo son variantes del realismo estructural. Ambos comparten las creencias básicas de supervivencia, estatismo (el Estado como la unidad primaria), autoayuda y anarquía (véase teoría de las relaciones internacionales.). Pero a diferencia del realismo defensivo, el realismo ofensivo se refiere a los estados como maximizadores de su poder agresivo y no como maximizadores de su seguridad. Según Mearsheimer, «la incertidumbre sobre las intenciones de otros estados es inevitable, lo que significa que unos Estados nunca pueden estar seguros de que otros Estados no tienen intenciones ofensivas para unir sus capacidades ofensivas». Según Mearsheimer, aunque el que cualquier Estado consiga alcanzar la hegemonía no es probable en el actual sistema internacional, no hay tal cosa como un status quo y «el mundo está condenado a una gran competencia perpetua del poder».
En una era en que el sistema internacional es anárquico y cada Estado debe buscar su propia supervivencia independiente, Waltz sostiene que los Estados más débiles tratan de encontrar un equilibrio con sus rivales para formar alianzas con un Estado más fuerte para obtener una garantía de seguridad ante la acción ofensiva por parte de un Estado enemigo. Por otra parte Mearsheimer, y otros partidarios de la ofensiva realista, argumentan que la anarquía anima a todos los Estados a aumentar su propio poder, porque un estado nunca puede estar seguro de cuales sean las intenciones de otros estados. En otras palabras, el realismo defensivo sostiene que en ciertos casos la seguridad puede ser equilibrada y que el dilema de la seguridad es evitable. Mientras que los partidarios de la ofensiva realista no están plenamente de acuerdo con la opinión de la defensiva realista, y sostienen que si los estados pueden obtener una ventaja sobre otros estados lo harán a continuación. En pocas palabras, ya que los Estados desean maximizar su poder en este sistema anárquico, y dado que los Estados no pueden confiar unos en otros, el dilema de la seguridad es ineludible.

## Teoría Ofensiva-Defensiva
La teoría ofensiva-defensiva de Robert Jervis ayuda a decidir la intensidad del dilema de seguridad. Dicha teoría ocupa un lugar destacado en la literatura de la seguridad internacional, y en ella Jervis utiliza cuatro hipótesis para describir el grado de intensidad del dilema de seguridad.
1. Cuando la conducta ofensiva y defensiva son distinguibles, pero la ofensiva lleva la ventaja – El dilema de la seguridad es "muy intenso". El entorno es "doblemente peligroso".[10] La voluntad de status quo de los Estados conlleva que se comporten de manera agresiva y surgirá la posibilidad de una carrera armamentista. Las posibilidades de cooperación entre los estados son bajas.[10]
2. Cuando la conducta ofensiva y defensiva no son distinguibles, pero la defensiva lleva ventaja – El dilema de la seguridad "es intenso" para explicar el comportamiento de los Estados, pero no tan intenso como en el primer caso. En semejante situación un Estado podría ser capaz de aumentar su seguridad sin suponer una amenaza para otros Estados y sin poner en peligro la seguridad de otros Estados.[10]
3. Cuando la conducta es ofensiva y defensiva, pero la ofensiva lleva la ventaja– El dilema de seguridad "no es intenso", aunque existen problemas de seguridad y, aunque el entorno sea seguro, la conducta agresiva ofrece una ventaja que podría resultar en una agresión en algún momento futuro.[10]
4. Cuando la conducta ofensiva y defensiva son distinguibles y la defensiva lleva la ventaja - El dilema de la seguridad tiene una intensidad pequeña o nula. El medio ambiente es "doblemente seguro" y, puesto que existe poco peligro de una acción agresiva por parte de otros Estados, un Estado sería capaz de gastar parte de su presupuesto de defensa y otros recursos útiles en el desarrollo dentro de su propio Estado.[10]

Según Robert Jervis, las capacidades técnicas de un Estado y su posición geográfica son dos factores esenciales para decidir si una acción ofensiva o defensiva es una ventaja. Según él, a nivel estratégico los factores técnicos y geográficos son de mayor a favor del defensor. Por ejemplo, en la construcción ferroviaria del siglo XIX las carreteras estaban cambiando rápidamente la composición de las capacidades de los Estados para atacar o defenderse de otros Estados. Por lo tanto un esfuerzo considerable en las relaciones diplomáticas y de inteligencia se han centrado específicamente en estos temas.
El modelo en espiral identifica el siguiente paso en el razonamiento sobre el comportamiento de los Estados después de identificar la intensidad del dilema de seguridad. En particular, en determinadas circunstancias, en el dilema de seguridad, ¿qué medidas puede tomar un Estado amenazado para sacar ventaja atacando en primer lugar? En otras palabras, el modelo en espiral pretende explicar los motivos que conducen a la guerra. En el modelo en espiral de Robert Jervis hay dos razones por las cuales un estado puede terminar en guerra. La " guerra preventiva" podría tener lugar en un Estado que puede decidir atacar primero si percibe que el equilibrio de poder cambiando al otro lado creando una ventaja en un ataque más pronto que tarde ya que las condiciones favorables puede que no lo sean tanto en el futuro como en el presente. La "guerra preventiva" podría tener lugar cuando un Estado puede decidir atacar a otro Estado en primer lugar para prevenir el ataque de ese Estado o de obstruir el posible ataque, en el temor de que el otro Estado se esté preparando para atacarle.
El modelo de disuasión es contrario al modelo en espiral, pero también se propone explicar los motivos que llevan a la guerra. Mientras que el modelo de espiral presume que los Estados están temerosos unos de otros, el modelo de la disuasión se basa en que los Estados son codiciosos. Paul K. Huth divide la disuasión en tres tipos principales:
1. La prevención de un ataque armado contra el propio territorio de un país ("disuasión directa")
2. La prevención de un ataque armado contra el territorio de otro país ("disuasión ampliada")
3. Usando la disuasión contra una amenaza a corto plazo de un ataque ("disuasión inmediata").

"En algunas circunstancias los intentos de disuasión pueden "fracasar", cuando un atacante potencial malinterpreta las medidas de disuasión de un Estado como "preludio de medidas ofensivas". En tales casos el dilema de seguridad puede ocasionar percepciones que generan la posible "ventaja de dar el primer golpe". Según Huth, «las "políticas de disuasión más eficaces son aquellas que disminuyen la utilidad esperada del uso de la fuerza sin reducir la utilidad esperada del status quo; de manera óptima, las políticas de disuasión incluso aumentarían la utilidad de no usar la fuerza». Es más probable que la disuasión tenga éxito si el atacante encuentra una amenaza de disuasión "creíble" y una amenaza creíble de disuasión podría no ser necesariamente una amenaza militar.
Según Robert Jervis, el dilema de la seguridad puede conducir a la carrera armamentista y a la formación de alianzas.

### Carrera armamentística
Según Robert Jervis, desde que el mundo es anárquico, un Estado puede construir su capacidad militar para propósitos defensivos. Sin embargo, dado que los Estados no son conscientes de las intenciones de los demás, otros Estados podrían interpretar una acumulación defensiva como ofensiva; si es así, y la acción agresiva contra un Estado en realidad se basa solamente en que la construcción de sus defensas es ventajosa, a continuación los demás Estados podrían preferir tomar una posición agresiva. Esto puede "crear una situación inestable". En tal situación, una carrera de armamentos puede convertirse en una fuerte posibilidad. Robert Jervis pone el ejemplo de Alemania y Gran Bretaña antes de la Primera Guerra Mundial. «Gran parte del comportamiento en este período fue el producto de la tecnología y las creencias que magnificaron el dilema de seguridad.» En este ejemplo los estrategas creen que la defensiva hubiera sido más ventajosa que la defensiva, aunque esta última resultó no ser el caso. Competition on nuclear weapons construction between the US and USSR during the Cold War is a well-known example of an arms race.

### Formación de Alianzas
El dilema de la seguridad podría obligar a los estados a formar nuevas alianzas o para fortalecer las alianzas ya existentes. "Si el ataque tiene menos ventaja la estabilidad y la cooperación es probable". De acuerdo con Glenn H. Snyder, en virtud de un dilema de seguridad hay dos razones por las que las alianzas se formarían. En primer lugar, un Estado que no está satisfecho con la cantidad de seguridad que cuenta con las alianzas ya formadas con el fin de reforzar su seguridad. En segundo lugar, un estado que duda sobre la fiabilidad de los aliados existentes en acudir en su ayuda, y en consecuencia decide cortejar a otro aliado o aliados. Según Thomas Christensen y Snyder Jack, en un mundo multipolar existen dos tipos de dilema de la alianza que son contrarias a la naturaleza. Estos dilemas de alianzas se conocen en las relaciones internacionales como chain ganging (grupo encadenado) y buck passing (pasar la pelota a otro).

#### Chain ganging
En un mundo multipolar las alianzas de seguridad están interconectadas. Cuando un aliado decide participar en la guerra, implica sus socios de la alianza en la guerra también, lo que se conoce por como chain ganging. Si el socio no participa plenamente en la guerra pondrá en peligro la seguridad de su aliado. Por ejemplo, debido a la alianza entre el imperio Imperio austrohúngaro y Alemania en la Primera Guerra Mundial, según Waltz, "Si el Imperio austrohúngaro entraba en guerra, Alemania había de seguirle: la disolución del Imperio austrohúngaro habría dejado a Alemania sola en el centro de Europa". Por otro lado, si "Francia entraba Rusia tenía que seguirla, ya que una victoria alemana sobre Francia sería una derrota para Rusia. Y así fue todo ella un círculo vicioso, porque la derrota o la deserción de una gran alianza hubiera sacudido el equilibrio; cada socio de la Alianza hubiera sacudido el equilibrio; cada Estado estaba limitado a ajustar su estrategia".

#### Buck passing
"En cara a una creciente amenaza, las alineaciones de equilibrio no se forman en el momento oportuno, porque los Estados tratan de cabalgar gratis frente a otros Estados. "Los Estados pueden hacer esto para evitar el gasto de la guerra por sí mismos. Por ejemplo, para usar el ejemplo de K. Walt, en la Segunda Guerra Mundial el ministro de Relaciones Exteriores francés le comentó al primer ministro británico que Gran Bretaña fue obligada a tomar "el liderazgo en la oposición a Alemania" cuando los nazis se habían apoderado de Renania. "A medida que creció la amenaza alemana" franceses y británicos esperaban que Alemania y Rusia "sería un equilibrio entre el uno y el otro, o que lucharían hasta el final. La incertidumbre acerca de... quién ganará o perderá la guerra con la acción de otros estados se acelera a medida que aumenta el número de Estados ".”

## Críticas al dilema de la seguridad y respuestas
Según Wendt los «dilemas de seguridad no se dan por la anarquía o la naturaleza», sino que más bien son «una estructura social compuesta de acuerdos intersubjetivos en la que los Estados son tan desconfiados que hacen las peores suposiciones acerca de las intenciones de los demás».
Glaser alega que el dilema de la seguridad es malinterpretado por Wendt. «Wendt está utilizando el dilema de la seguridad para describir el resultado de la interacción de los Estados.» Considera que Jervis y la literatura a la que ha dado lugar utilizan el dilema de la seguridad para referirse a una situación creada por las condiciones materiales a las que deben hacer frente los Estados, en busca de la geografía y la tecnología imperante. "Según Wendt, porque el dilema de la seguridad es el resultado de la propia interacción con otro Estado; un Estado puede adoptar las políticas que obstaculizan el dilema de seguridad. Glaser culpa a Wendt de «exagerar el grado en la llamada al realismo estructural de las políticas de competencia y, por tanto, en la medida que conduce a dilemas de seguridad». Glaser argumenta que el realismo ofensivo presume de que, si bien en un estado de sistema internacional tiene que competir por el poder, el dilema de la seguridad es un concepto utilizado principalmente por la realidad defensiva y según la realidad defensiva es beneficioso para las naciones cooperar en determinadas circunstancias.
Otra manera de criticar el concepto de dilema de seguridad es cuestionar la validez del balance ofensivo-defensivo. Dado que las armas de ataque y defensa son de la misma clase, ¿cómo puede la distinción entre ambas estar relacionada con las intenciones de un Estado? Como resultado, los críticos han cuestionado que el equilibrio ofensivo-defensivo pueda ser utilizado como una variable en la explicación de los conflictos internacionales. Según Glaser, las críticas del equilibrio ofensivo-defensivo se basan en dos malentendidos. En primer lugar la similitud o diferencia de las armas ofensivas comparadas con las armas defensivas no tiene ningún efecto sobre el balance ofensivo-defensivo en sí. La teoría ofensiva-defensiva asume que las dos partes en conflicto quieren utilizar las armas que se adapten a su estrategia y a sus objetivos. En segundo lugar, si los dos Estados involucrados en el conflicto tienen en común la posesión de algunas armas entonces la pregunta está equivocada al tratar de entender el balance ofensivo-defensivo. Los críticos, en cambio, deberían centrarse en la influencia o el efecto neto de las armas utilizadas en los conflictos. Según Glaser, «la distinguibilidad debe ser definida por la evaluación comparativa neta» o por la comparación del equilibrio ofensivo-defensivo cuando ambas partes utilizan las armas frente a cuando ninguno de los bandos las está utilizando.